# Olešnice (Bělá)
Die Olešnice (tschechisch) / Białka (polnisch) (deutsch Elsnitz, am Oberlauf Gründer Wasser) ist ein rechter Nebenfluss der Bělá in Tschechien und Polen.

## Verlauf
Die Olešnice entspringt bei Horní Údolí am Westhang des Příčný vrch (Querberg, 974 m) im Zuckmanteler Bergland in Tschechien. Ihre Quelle befindet sich unweit der Ruine der Kapelle der hl. Marta, südöstlich liegt die Quelle der Opavice.
Ihr Lauf führt zunächst nach Westen, wendet sich jedoch bald nach Norden. Im tief eingeschnittenen Tal der Olešnice erstrecken sich die Dörfer Horní Údolí und Dolní Údolí. Bei Nový Dvůr nimmt der Bach nordöstliche Richtung, um in einem weiten Bogen den Ovčácký vrch (Polkenstein, 563 m) zu umfließen. Nordöstlich des Berges wird die Olešnice von der Bahnstrecke Mikulovice–Zlaté Hory überbrückt, die dem Bach dann bis Mikulovice linksseitig folgt. Auf einer Länge von dreieinhalb Kilometern bildet die Olešnice nachfolgend die Grenze zu Polen, wo sie Białka genannt wird. Entlang des Baches folgen die Ortschaften Gęstwina, Ondřejovice, Strážovice, Salisov und Podlesie. Danach fließt die Olešnice wieder auf tschechisches Gebiet und erreicht, vorbei an Bukovec, schließlich Mikulovice, wo sie nach 13,6 Kilometern in die Bělá mündet.
Am nördlichen Fuße des  Lysý vrch  (Dürreberg, 669 m) führt ein Bergbaulehrpfad durch das Tal der Olešnice. An diesem Abschnitt befinden sich verfallene Stollen, Golderzmühlen und Goldseifen des alten Zuckmanteler Goldbergbaus.

## Zuflüsse
- Ondřejovický potok (l), Ondřejovice
- Javorná (l), bei Strážovice